# Utamboni
L'Utamboni est une rivière située dans la province du Litoral en Guinée équatoriale. Il fait partie de l'estuaire de Muni avec les rivières Congue, Mandyani, Mitong, Mitimele et Mven,.